# Европейская колонизация Индии
Европейская колонизация Индии — завоевания европейскими государствами разрозненных индийских королевств с целью разграбления и основание колоний.

## Португалия
Первой колонией в Индии был захваченный португальцами в 1510 году штат Гоа. В 1526 году Бабур вторгся с 20-тысячным войском в Индию, одержал победу в нескольких сражениях и положил начало Могольской империи. Победами над индийскими феодалами Бабур был обязан своей опытной, закалённой в боях армии, отличной артиллерии и новым приемам ведения боя (например, он прикрывал свою пехоту и артиллерию заграждением из повозок, соединённых цепями). В конце 15 — начале 16 вв. португальские исследователи во главе с Васко да Гама открыли морской путь в Индию. Вице-королём страны был назначен Франсишку ди Альмейда. Гоа к тому времени стал столицей португальских колоний в Индии. В 1538 году была основана колония Гугли в дельте Ганга. Португалия руководила торговлей в Индии недолго: в конце 16 века король Филипп II присоединил страну к Испании. В 1640 году Португалия стала опять независимой, но первенство торговли к этому времени было уже в руках англичан и голландцев. Из колоний Португалии остались лишь небольшие Гоа, Даман и Диу, по сути не имеющие никакого значения

## Англия
Британская империя была самой развитой страной в деле торговли с Индией. Начало 17 века (1600 год) стало поворотным в истории Британии и Индии. Англичане имели большое влияние на Индию. В конце 18 века они разгромили остальных европейских колонистов и прочно закрепились в своих колониях. Под предводительством английского губернатора Роберта Клайва в 1756—1757 годах к Британии была присоединена Бенгалия. Высокие налоги, учреждённые англичанами на завоёванной территории, вызвали в 1769—1773 годах массовый голод, во время которого погибло от 7 до 10 миллионов бенгальцев. Голод распространялся и на Бенарес, Джамму, Бомбей и Мадрас. В 1857—1859 годах произошло Сипайское восстание, также известное, как Первая война Индии за независимость. Восстание было подавлено, а власть над Индией перешла королеве. Колония получила название «Британская Индия» («British Raj»). Английские завоевания присоединили к территории колонии Бирму (Мьянму) и Пакистан. Войска Индии участвовали в обеих мировых войнах, наряду с Канадой и Австралией. Во время Второй Мировой войны и после получили распространение мятежи среди индусского народа и армии. В августе 1942 года руководитель движения за независимость Индии Махатма Ганди начал кампанию гражданского неповиновения, требуя немедленного вывода всех британцев. Ганди был заключён в тюрьму и по стране прошлась волна беспорядков, в частности, в Бихаре и в Западной Бенгалии. В северо-западной Индии обострялись отношения между индусами и мусульманами. 14 августа 1947 года был основан доминион Пакистан, в котором лидер мусульман был назначен генерал-губернатором. На следующий день, 15 августа, Индия была объявлена независимым государством.

## Голландия
В 1602 году голландские торговцы и завоеватели образовали Голландскую Ост-Индскую Компанию с главной факторией в Амбойне, разрушив, таким образом, владения португальцев. В 1652 году основана первая фактория в Палаколлу на Мадрасе, а в 1658 году голландцам достался Джаффнапатам. В период между 1661 и 1664 гг. голландцы одержали верх над Португалией на Малабарском берегу. В 1758 году состоялась сокрушительная битва при Чинсуре, где Клайв наголову разбил голландцев. К началу 19 века Англия отобрала все индийские колонии Голландии.

## Франция
В 1664 году была основана Первая Французская Ост-Индская компания. После неё было основано ещё четыре французских компаний в Индии. В 1719 году, путём слияния нескольких торговых компаний была образована Шестая компания Франции. Она имела исключительные права, но она была уничтожена Национальным собранием в 1790 году. В 1674 году была основана колония Пондишерри (Пудучерри), а в 1676 году — Чандернагор.

## Дания
В 1612 году была основана Первая Датская Ост-Индская компания. В 1670 году основалась Вторая компания. В 1616 году Дания основала колонии в Транквебаре и Серампоре, проданные англичанам в 1845 году. На Малабарском берегу Дания имела колонии Порто-Ново, Эддова, Гольчери.

## Австрия,Швеция,Пруссия
Остальные компании были недолговечны. В 1723 году была основана Австрийская Ост-Индская компания, обанкротившаяся в 1784 году. Через 8 лет была основана Шведская Ост-Индская компания (1731). Пруссия основала две компании  в 1750 и 1753 годах.